# 桑原卓也
桑原 卓也（くわばら たくや、1972年5月22日 - ）は、日本の男性元総合格闘家。東京都江東区出身。現役時代はPUREBRED大宮に所属。現在は整体院を開業している。

## 来歴
1995年12月17日、第2回全日本アマチュア修斗選手権ウェルター級（-68kg）優勝。
1999年3月28日、修斗で五味隆典と対戦し、1ラウンド開始早々ハイキックでダウンを奪い、PRIDEルールであれば、確実に桑原のKO勝ちであった。。
2000年8月27日、修斗で佐藤ルミナと対戦し、判定負け。
2001年6月、修斗コミッションより試合出場意志がないと判断され、ランキングから外され引退扱いとされたが、その後すぐにコミッションより引退扱いの撤回と謝罪が行われた。

## 戦績
| 総合格闘技 戦績 | 総合格闘技 戦績 | 総合格闘技 戦績 | 総合格闘技 戦績 | 総合格闘技 戦績 | 総合格闘技 戦績 | 総合格闘技 戦績 |
| --------------- | --------------- | --------------- | --------------- | --------------- | --------------- | --------------- |
| 15 試合         | (T)KO           | 一本            | 判定            | その他          | 引き分け        | 無効試合        |
| 8 勝            | 1               | 2               | 5               | 0               | 4               | 0               |
| 2 敗            | 0               | 0               | 3               | 0               | 4               | 0               |

| 勝敗 | 対戦相手               | 試合結果                  | 大会名                          | 開催年月日     |
| ×    | 佐藤ルミナ             | 3R 負傷判定0-3            | 修斗 R.E.A.D.                   | 2000年8月27日  |
| △    | イアン・シャファー     | 5分3R終了 判定1-1         | 修斗 R.E.A.D.                   | 2000年5月22日  |
| ○    | ジョニー・エドゥアウド | 5分3R終了 判定3-0         | 修斗 R.E.A.D.                   | 2000年3月17日  |
| ○    | ジョン・ポーン         | 2R 2:09 TKO（パンチ連打） | III 修斗 the Renaxis 1999       | 1999年7月16日  |
| ×    | 五味隆典               | 5分3R終了 判定0-3         | II 修斗 the Renaxis 1999        | 1999年3月28日  |
| ○    | ダミアン・リシオ       | 5分3R終了 判定3-0         | 修斗 Las Grandes Viajes 4       | 1998年7月29日  |
| ○    | 伊藤武則               | 5分3R終了 判定2-0         | 修斗 SHOOTO GIG '98             | 1998年4月10日  |
| △    | 宇野薫                 | 5分2R終了 判定1-1         | 修斗 IV Reconquista             | 1997年10月12日 |
| △    | 桜井"マッハ"速人       | 3分3R終了 判定0-1         | 修斗 I Reconquista 〜聖地奪還〜 | 1997年1月18日  |
| ○    | 小島直人               | 3分3R終了 判定2-0         | 修斗                            | 1996年7月28日  |
| ○    | 倉持昌和               | 3分3R終了 判定2-1         | 修斗                            | 1996年5月7日   |
| ○    | 荒野真司               | 2R 1:42 腕ひしぎ十字固め  | 修斗                            | 1996年3月5日   |
| ○    | ルタ☆ユージ            | 2R 2:15 腕ひしぎ十字固め  | 修斗                            | 1996年1月20日  |
| △    | 水野栄二               | 3分4R終了 判定1-1         | 修斗                            | 1993年11月25日 |

## 獲得タイトル
- 第2回全日本アマチュア修斗選手権 ウェルター級 優勝（1995年）